# Canton de Cerisiers
Le canton de Cerisiers est une division administrative française du département de l'Yonne.

## Composition
Le canton de Cerisiers, d'une superficie de 146 km2, est composé de huit communes
.
| Nom           | Code Insee | Intercommunalité                 | Superficie (km2) | Population (dernière pop. légale) | Densité (hab./km2) |
| ------------- | ---------- | -------------------------------- | ---------------- | --------------------------------- | ------------------ |
| Arces-Dilo    | 89014      | CC de la Vanne et du Pays d'Othe | 27,02            | 636 (2014)                        | 24                 |
| Bœurs-en-Othe | 89048      | CC de la Vanne et du Pays d'Othe | 22,30            | 342 (2014)                        | 15                 |
| Cérilly       | 89065      | CC de la Vanne et du Pays d'Othe | 7,29             | 37 (2014)                         | 5,1                |
| Cerisiers     | 89066      | CC de la Vanne et du Pays d'Othe | 25,78            | 980 (2014)                        | 38                 |
| Coulours      | 89120      | CC de la Vanne et du Pays d'Othe | 17,40            | 142 (2014)                        | 8,2                |
| Fournaudin    | 89181      | CC de la Vanne et du Pays d'Othe | 9,16             | 119 (2014)                        | 13                 |
| Vaudeurs      | 89432      | CC de la Vanne et du Pays d'Othe | 27,45            | 499 (2014)                        | 18                 |
| Villechétive  | 89451      | CC de la Vanne et du Pays d'Othe | 9,42             | 235 (2014)                        | 25                 |

## Représentation

### conseillers généraux de 1833 à 2015
- De 1833 à 1848, les cantons de Brienon et de Cerisiers avaient le même conseiller général. Le nombre de conseillers généraux était limité à 30 par département[2].

| Période               | Identité                                       | Parti               | Qualité |
| --------------------- | ---------------------------------------------- | ------------------- | --- |
| 1833-1848             | Louis Vulfranc Vérollot                        | Conservateur        | Marchand de bois Maire de Brienon-sur-Armançon Député (1831-1834)                                                                   |
| 1848-1858             | Pierre Antoine Fenet (1799-1876)               |                     | Avocat et juriste à Paris |
| 1858-1861             | Antoine Salmon                                 |                     | Juge de paix et avoué à Sens, conseiller d'arrondissement                                                                           |
| 1861-1883             | Baron Emile Brincard                           |                     | Ancien maître des requêtes au conseil d'État, Paris                                                                                 |
| 1883-1889             | Henri Loup                                     | Rad.                | Petit propriétaire agriculteur Député (1892-1919) Maire de Bussy-en-Othe                                                            |
| 1889-1903 (décès)     | Baron Emile Brincard                           | Droite              | Ancien maître des requêtes à Paris                                                                                                  |
| 1903-1904             | Henry Jorry                                    | Rad.                | Maire de Cerisiers |
| 1904-1919 (décès)     | Pierre Adrien Léon Guillaume Silvy (1857-1919) | Rad.                | Avocat à la Cour d'appel de Paris Propriétaire à Brienon-sur-Armançon et à Paris                                                    |
| 1919-1934             | Edmond Auguste Fort                            | Rad.ind.            | Médecin Maire de Cerisiers, conseiller d'arrondissement                                                                             |
| 1934-1940             | Léon Polette                                   | Gauche républicaine | Cultivateur, limonadier Ancien Maire d'Arces, conseiller d'arrondissement                                                           |
|                       |                                                |                     | |
| 1943-1945             | Albert Millet                                  |                     | Maire de Cerisiers Nommé conseiller départemental en 1943                                                                           |
|                       |                                                |                     | |
| 1945-1951             | Gaston Gaudaire                                | Rad.                | Assureur Ancien Maire de Sens Ancien sénateur (1922-1936)                                                                           |
| 1951-1972 (démission) | Roger Fort (1903-1975)                         | DVD                 | Médecin à Cerisiers |
| 1972-1985             | Emile Murat (1917-2014)                        | DVD                 | Maire de Cerisiers (1960-1983) |
| 1985-2004             | Hubert Kaelberer (1932-2020)                   | UDF                 | Expert en balistique près la Cour d'appel de Paris Maire de Cerisiers (1983 - 1989 ) Conseiller régional de Bourgogne (1992- 1998 ) |
| 2004-2015             | Jean Marchand                                  | DVD puis UMP        | Professeur des écoles Ancien adjoint au Maire de Cerisiers (1983-1989) Elu en 2015 dans le Canton de Brienon-sur-Armançon           |

### Conseillers d'arrondissement (de 1833 à 1940)
Le canton de Cerisiers appartenait à l'arrondissement de Joigny jusqu'à sa disparition en 1926.
| Période                                  | Période          | Identité                            | Étiquette | Qualité |
| ---------------------------------------- | ---------------- | ----------------------------------- | --------- | --- |
| 1833                                     | 1848             | Pierre Philippe Salmon (1772-1851)  |           | Juge de paix, propriétaire à Beauregard Vaudeurs                                                            |
| 1848                                     | 1852             | Jean Élie Victor Godine (1810-1866) |           | Notaire, propriétaire à Cerisiers                                                                           |
| 1852                                     | 1858             | Antoine Salmon                      |           | Avoué à Sens                                                                                                |
| 1858                                     | 1861             | Louis Mellin                        |           | Notaire, maire de Cerisiers                                                                                 |
| 1861                                     | 1870             | M. Drugé                            |           | Propriétaire à Arces                                                                                        |
| 1870                                     | 1880             | M. Vallet                           |           | Architecte à Arces                                                                                          |
| 1880                                     | 1884 (démission) | Camille Golvin                      |           | Propriétaire à Cerisiers                                                                                    |
| 1884                                     | 1892             | Édouard Robert                      |           | Ancien maire de Cerisiers                                                                                   |
| 1892                                     | 1901             | Louis Gustave Voisenat              |           | Notaire, propriétaire à Fournaudin                                                                          |
| 1901                                     | 1913             | Camille Golvin                      |           | Propriétaire à Cerisiers                                                                                    |
| 1913                                     | 1919             | Edmond Auguste Fort                 | Rad.ind.  | Médecin à Cerisiers                                                                                         |
| 1919                                     | 1934             | Léon Polette                        | Radical   | Cultivateur-limonadier, maire d'Arces                                                                       |
| 25 novembre 1934                         | 1940             | Ernest Paulard                      |           | Épicier,propriétaire, maire de Villechétive                                                                 |
| Les données manquantes sont à compléter. |                  |                                     |           | |
| 1940                                     |                  |                                     |           | Les conseils d'arrondissement ont été suspendus par la loi du 12 octobre 1940 et n'ont jamais été réactivés |

## Démographie

### Évolution démographique
| 1962  | 1968  | 1975  | 1982  | 1990  | 1999  | 2006  | 2011  | 2012  |
| ----- | ----- | ----- | ----- | ----- | ----- | ----- | ----- | ----- |
| 2 990 | 2 719 | 2 485 | 2 471 | 2 594 | 2 751 | 2 763 | 3 007 | 3 029 |

### Âge de la population
La pyramide des âges, à savoir la répartition par sexe et âge de la population, du canton de Cerisiers en 2009 ainsi que, comparativement, celle du département de l'Yonne la même année sont représentées avec les graphiques ci-dessous.
La population du canton comporte 49,8 % d'hommes et 50,2 % de femmes. Elle présente en 2009 une structure par grands groupes d'âge légèrement plus âgée que celle de la France métropolitaine.
Il existe en effet 79 jeunes de moins de 20 ans pour cent personnes de plus de 60 ans, alors que pour la France l'indice de jeunesse, qui est égal à la division de la part des moins de 20 ans par la part des plus de 60 ans, est de 1,06. L'indice de jeunesse du canton est également inférieur à celui du département (0,87) et à celui de la région (0,84).
| Hommes | Classe d’âge | Femmes |
| ------ | ------------ | ------ |
| 0,4    | 90 ans ou +  | 1,5    |
| 8,3    | 75 à 89 ans  | 12,9   |
| 17,9   | 60 à 74 ans  | 16,7   |
| 21,7   | 45 à 59 ans  | 21,6   |
| 19,8   | 30 à 44 ans  | 16,4   |
| 14,3   | 15 à 29 ans  | 12,7   |
| 17,6   | 0 à 14 ans   | 18,1   |

| Hommes | Classe d’âge | Femmes |
| ------ | ------------ | ------ |
| 0,5    | 90 ans ou +  | 1,4    |
| 7,9    | 75 à 89 ans  | 11,9   |
| 15,5   | 60 à 74 ans  | 15,6   |
| 21,5   | 45 à 59 ans  | 20,7   |
| 19,3   | 30 à 44 ans  | 18,4   |
| 16,3   | 15 à 29 ans  | 15,1   |
| 19,0   | 0 à 14 ans   | 16,9   |